# David Walsh Collection
De David Walsh Collection is een private kunstverzameling van de Australische ondernemer David Walsh. 

## Situering
De kunstverzameling omvat een rond vijfduizend werken waaronder zowel antieke Egyptische kunst als werk van hedendaagse kunstenaars waaronder Damien Hirst, Anselm Kiefer en Fernando Botero. Een deel van de uitgebreide verzameling is sinds januari 2011 voor het publiek ontsloten in het MONA, hetgeen staat voor The Museum of Old and New Art in Hobart, Tasmanië in Australië.
Onder de 400 geëxposeerde kunstwerken komen deze voor:
- Sidney Nolan: Snake
- Wim Delvoye: Cloaca Professional
- Chris Ofili: The Holy Virgin Mary
- Berlinde De Bruyckere: twee sculpturen
- Stephen Shanabrook: on the road to heaven the highway to hell

David Walsh, een gefortuneerde Einzelgänger, die een vermogen opbouwde met kansspelen zoals pokeren en wedden op paardenrennen is het type van de 'nieuw rijke' ondernemer. Zijn nieuwe museum waar een deel van zijn kunstbezit is ondergebracht, staat volgens eigen zeggen in het teken van twee thema's: seks en dood.  